# ティレル・025
ティレル・025 (Tyrrell 025) は、ティレルが1997年のF1世界選手権参戦用に開発したフォーミュラカー。チーム3年目のミカ・サロと、フットワークから移籍したヨス・フェルスタッペンがドライブした。

## 開発の経緯
025は前年の024の発展型であった。エンジンは信頼性に欠けるヤマハのV10エンジンから、フォードのV8エンジンを搭載した。しかしながらこれはV10車に対してパワー面で劣るものであった。
シーズンはチームにとって期待はずれなものとなった。シャシーのバランスは良くドライバーも有能であり、戦略も良かったものの、目立った結果は残せず、ランキング下位を同じくV8を搭載するミナルディと争った。チームのフラストレーションは、予選や決勝で上位陣に近い位置に付けることはできたものの、結果につながらないことから高まっていった。
サロはモナコGPでノンストップで走りきり、フロントウィングが破損していたものの5位に入った。ケン・ティレルは1998年シーズン前にチームをブリティッシュ・アメリカン・レーシングに売却したため、このポイントがティレルのF1における最後のポイントとなった。
チームは結局2ポイントを得、コンストラクターズランキング10位でシーズンを終えた。

## Xウイング
本マシンの特徴の一つとして、コクピット両脇に追加されたウィングがあり、スター・ウォーズシリーズに登場した戦闘機になぞらえて「Xウイング」の名称で呼ばれた。ただし025においては常設ではなく、モナコ（モンテカルロ市街地コース）のような高ダウンフォースを必要とするサーキットでのみ追加的に装備された。このウィングはフェルスタッペンが黄色、サロがオレンジに塗られた。
翌1998年に入ると、ティレルの後継車であるティレル・026はもちろんのこと、ジョーダン・198/フェラーリ・F300/ザウバー・C17/プロスト・AP01といった他チームのマシンも同種のウィングを装備するようになった。これに対し国際自動車連盟（FIA）では、「破損した際などにマシンがコントロール不能になるリスクがある」という理由で、同年4月にシーズン中であるにもかかわらずXウイングを即時禁止することになった。

## F1における全成績
(key) （太字はポールポジション）
| 年     | チーム   | エンジン    | タイヤ | ドライバー             | 1   | 2   | 3   | 4   | 5   | 6   | 7   | 8   | 9   | 10  | 11  | 12  | 13  | 14  | 15  | 16  | 17  | ポイント | 順位 |
| ------ | -------- | ----------- | ------ | ---------------------- | --- | --- | --- | --- | --- | --- | --- | --- | --- | --- | --- | --- | --- | --- | --- | --- | --- | -------- | ---- |
| 1997年 | ティレル | フォード V8 | G      |                        | AUS | BRA | ARG | SMR | MON | ESP | CAN | FRA | GBR | GER | HUN | BEL | ITA | AUT | LUX | JPN | EUR | 2        | 10位 |
| 1997年 | ティレル | フォード V8 | G      | ヨス・フェルスタッペン | Ret | 15  | Ret | 10  | 8   | 11  | Ret | Ret | Ret | 10  | Ret | Ret | Ret | 12  | Ret | 13  | 16  | 2        | 10位 |
| 1997年 | ティレル | フォード V8 | G      | ミカ・サロ             | Ret | 13  | 8   | 9   | 5   | Ret | Ret | Ret | Ret | Ret | 13  | 11  | Ret | Ret | 10  | Ret | 12  | 2        | 10位 |

## 参照
- AUTOCOURSE 1997-98, Henry, Alan (ed.), Hazleton Publishing Ltd. (1997) ISBN 1-874557-47-0